# Dagmar Stahlberg
Dagmar Stahlberg (* 1956) ist eine deutsche Sozialpsychologin. Bis zu ihrem Ruhestand im Jahr 2022 war sie  Inhaberin des Lehrstuhls für Sozialpsychologie an der Universität Mannheim.

## Werdegang
Stahlberg studierte Psychologie an der Christian-Albrechts-Universität zu Kiel und schloss ihr Studium 1981 mit dem Diplom ab. Hier arbeitete sie nach Abschluss des Studiums bis 1995 als wissenschaftliche Mitarbeiterin. Während dieser Zeit erwarb Stahlberg 1988 ihren Doktorgrad mit der Arbeit Selektive Suche nach selbstwertrelevanten Informationen und ging für ein Jahr im Rahmen eines Lehrauftrages an die New School for Social Research, New York (USA). 1994 wurde sie an der Universität Kiel habilitiert, bevor sie bis 1996 ihre Professur an der Justus-Liebig-Universität Gießen begann. Diese erlangte sie anschließend an der Universität Mannheim, an der sie bis 2022 als Professorin für Sozialpsychologie tätig war.

## Forschungsschwerpunkte
Ihre Forschungsschwerpunkte sind Geschlechtsstereotypen und Führung, Sprache und Personenwahrnehmung, Selbstkontrolle und Risikowahrnehmung (Effekte von Ego-Depletion) sowie Effekte von positiven Illusionen und Self-Compassion. Im Rahmen ihrer Forschung publizierte Stahlberg zusammen mit anderen Forschenden und Mitarbeitenden über 50 Forschungsarbeiten.